# Jon St. Ables
Jon Stables (né le 23 décembre 1912 à Ulverston et mort en 1999) est un auteur de bande dessinée canadien d'origine britannique actif durant l'époque des Canadian Whites (en) (1941-1946) sous le pseudonyme Jon St. Ables.

## Biographie
Né à Ulverston dans le nord-ouest de l'Angleterre, Jon Stables s'installe à Winnipeg (Canada) à 13 ans, suivant son père et son aîné qui y étaient allés quelques années plus tôt. Après ses études, il devient artiste-peintre. Au début de la Seconde Guerre mondiale, il devient peintre sur les chantiers navals de Victoria où il rencontre sa femme Esther (14 janvier 1915-30 janvier 2009). Ils se marient en mai 1942. Peu après, Stables est engagé par Maple Leaf Publishing (en), l'une des maisons d'éditions de comic book nées après l'interdiction d'importer des magazines américains en 1941.
Stables devient rapidement le pilier de Maple Leaf. Utilisant le pseudonyme transparent « St. Ables », il dessine des récits d'aventure (Bill Speed, Brok Windsor) et les histoires préhistoriques de Piltdown Pete. Il réalise également la majorité des couvertures de l'entreprise après 1943. En 1946, alors que le monopole des maisons canadiennes touche à sa fin, Maple Leaf échoue à lancer des comic strips en syndication inspirés de ses héros et Stables perd son emploi. 
Après avoir tenté de produire à son compte avec sa femme des livres de coloriage, Stables émigre en Californie avec Esther et leurs deux enfants. Comme Jon n'arrive pas à trouver de travail dans le dessin animé (il approche notamment The Walt Disney Company), la famille s'installe alors à Seattle, où Stables travaille comme dessinateur industriel chez Boeing jusqu'à sa retraite en 1975. De 1963 à 1997, il réside à Issaquah, en banlieue de Seattle. Il meurt en 1999 à 87 ans.

## Récompenses
- 2006 : Temple de la renommée de la bande dessinée canadienne (à titre posthume)